# Окілківська сільська рада
Окілківська сільська рада (Окілоцька сільська рада) — колишня адміністративно-територіальна одиниця та орган місцевого самоврядування у Черняхівському і Пулинському районах Волинської округи, Київської та Житомирської областей Української РСР з адміністративним центром у селі Окілок.

## Населені пункти
Сільській раді на час ліквідації були підпорядковані населені пункти:
- с. Івановичі
- с. Окілок

## Історія та адміністративний устрій
Створена 12 січня 1924 року як чеська національна сільська рада, відповідно до рішення Волинської ГАТК (протокол № 6/1 «Про зміни в межах округів, районів і сільрад»), в складі колоній Івановичі, Кручинець та Окілок Івановицької, Крученецької і Новопільської сільських рад Черняхівського району Житомирської (згодом — Волинська) округи. 28 вересня 1925 року сільську раду передано до складу Пулинського району Волинської округи, 3 червня 1930 року — повернуто до складу Черняхівського району. 17 жовтня 1938 року кол. Крученець підпорядковано Крученецькій сільській раді Черняхівського району.
Станом на 1 вересня 1946 року сільська рада входила до складу Черняхівського району Житомирської області, на обліку в раді перебували с. Окілок та хутір Івановичі.
Ліквідована 11 серпня 1954 року, відповідно до указу Президії Верховної ради Української РСР «Про укрупнення сільських рад по Житомирській області», територію та населені пункти ради передано до складу Новопільської сільської ради Черняхівського району Житомирської області.